# Malko Krușevo, Smolean
Malko Krușevo (în bulgară Малко Крушево) este un sat în comuna Banite, regiunea Smolean,  Bulgaria. 

## Demografie
Componența etnică a satului Malko Krușevo
     Nicio identificare (100%)
     Altele (0%)
La recensământul din 2011, populația satului Malko Krușevo era de 2 locuitori. . Pentru 100% din locuitori nu este cunoscută apartenența etnică.